# Тактаров, Олег Николаевич
Оле́г Никола́евич Такта́ров (род. 26 августа 1967, Арзамас-16, Горьковская область, РСФСР, СССР) — российский и американский спортсмен, актёр, телеведущий, кинопродюсер, режиссёр, общественный деятель. Призёр многих спортивных турниров и соревнований. Первый чемпион UFC из России. Выступал под псевдонимом «Русский медведь» (англ. The Russian Bear).
Провёл 24 боя по смешанным единоборствам в клетках и рингах США и Японии. Тактаров получил широкую известность, в первую очередь благодаря своей победе на шестом турнире организации Ultimate Fighting Championship (UFC) в 1995 году. Во время боёв отличался спокойствием и мастерством захватов и болевых приёмов.

## Биография
Олег Тактаров родился 26 августа 1967 года в закрытом советском городе Арзамас-16 Горьковской области (ныне — город Саров Нижегородской области), в семье служащих. Предки Олега по отцовской линии из села Березники Зубово-Полянского района Мордовии. Сам Олег считает себя марийцем.

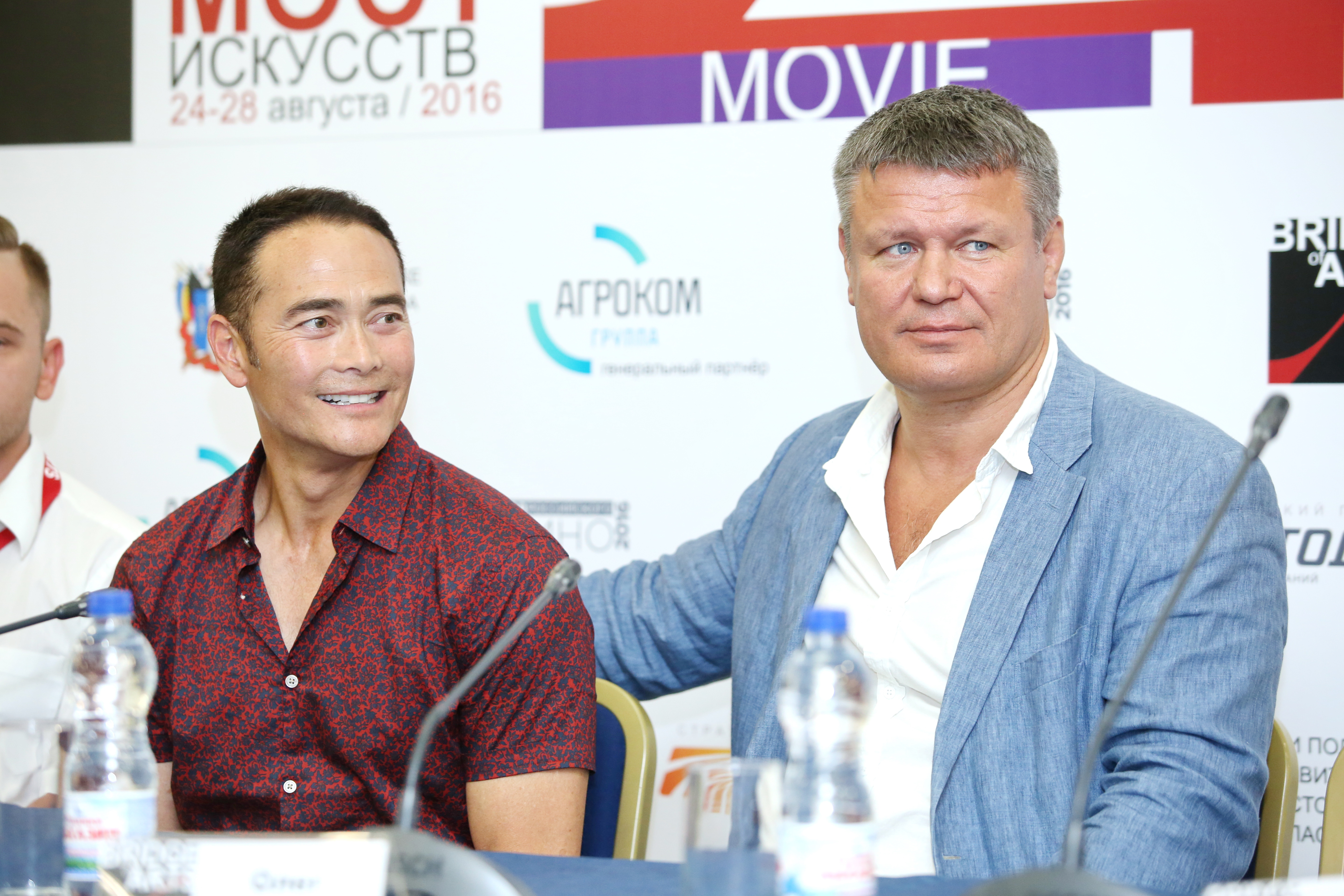
Марк Дакаскос и Олег Тактаров

Отец Олега, Николай Тактаров — в прошлом военнослужащий, имеющий высокий разряд по боксу. Наблюдая за тем, как сын с раннего детства зачитывался приключенческими книгами и мечтал стать актёром, но в противостояниях с одноклассниками не мог постоять за себя, отец решил отдать его в спортивную секцию самбо и дзюдо под руководством опытного тренера Виталия Карловича Михайлова в местной школе. Олег тренировался с большим усердием, выступал на различных соревнованиях. Тренер видел в своём воспитаннике большой потенциал, верил в его способности и высказывал предположение о том, что Олега ждёт будущее «мирового чемпиона».
После окончания средней школы Олег Тактаров отслужил два года в рядах советской армии: сначала — в спортивной роте, а затем — в войсках ПВО.
В 1990 году выполнил норматив мастера спорта СССР по самбо.
Являлся инструктором по боевым искусствам в структуре КГБ СССР.
В 1993 году победил в турнире «Белый дракон» по смешанным единоборствам среди любителей (не профессионалов), который проходил в Риге (Латвия).
На соревнованиях его заметили американские скауты и пригласили поучаствовать в профессиональных боях в их стране.
Был неоднократным чемпионом турниров России и Евразии по японскому искусству рукопашного боя — джиу-джитсу.
C 1990 по 1994 годы успешно занимался бизнесом в России, руководил большой компанией, о чём в 2008 году подробно рассказал в своей автобиографической книге «Победа не любой ценой, или Up.To the top».
В 1994 году уехал в США заниматься профессиональным спортом с целью заработать деньги для осуществления своей давней мечты — сниматься в голливудском кино.
В 1996 году поступил в одну из самых престижных американских актёрских театральных академий «Playhouse West» в Голливуде (г. Лос-Анджелес, штат Калифорния, США), в которой учился шесть лет, одновременно занимаясь спортивной карьерой и снимаясь в кино (с 1997 года).

### Спортивная карьера

#### Выступления в «Ultimate Fighting Championship» (UFC)
7 апреля 1995 года Тактаров дебютировал в «Ultimate Fighting Championship» (UFC) на турнире UFC 5, проведённом в американском городе Шарлотт, штат Северная Каролина, выступая под псевдонимом The Russian Bear (с англ. — «Русский медведь»). Индустрия MMA в то время только зарождалась, и зачастую турниры представляли собой поединки бойцов, представляющих только один стиль. Тактаров был представителем самбо. Несмотря на травму колена, он успешно провёл первый бой, победив удушающим приёмом. Второй бой был остановлен из-за рассечения Тактарова, и победа присуждена Дэну Северну. По словам Тактарова, он был готов продолжать бой.
В июле 1995 года Тактаров принял участие в следующем турнире − UFC 6. В полуфинале он одержал одну из самых быстрых побед в истории, проведя удушающий приём «гильотина» на 9-й секунде. Некоторые считают, что бой был спланирован заранее, так как Олег и его противник имели одного менеджера.
Финальный поединок против Дэвида «Танка» Эббота длился более 17 минут и закончился победой Тактарова удушением сзади. Это принесло Тактарову чемпионский титул, несмотря на то, что он не владел постоянным чемпионским поясом UFC.
На турнире UFC 7, проходившем в сентябре 1995 года, Тактаров боролся за титул чемпиона против Кена Шемрока. 30-минутный бой не выявил победителя, добавленные 3 минуты — тоже. Бой закончился ничьей.
16 декабря 1995 года Тактаров принял участие в турнире «The Ultimate Ultimate», собравшем лучших бойцов года в UFC. В финале он вновь встретился с Дэном Северном и по окончании 30-минутного поединка проиграл единогласным решением судей. После этого Тактаров покинул UFC.
21 ноября 2003 года на турнире UFC 45 был проведён опрос среди болельщиков для определения самых популярных бойцов в истории UFC. По результатам опроса Олег Тактаров вошёл в первую десятку.

#### После ухода из UFC
После ухода из UFC Тактаров участвовал в турнире «Вале Тудо», а на «Martial Arts Reality Superfighting» (MARS) встретился с представителем семьи Грейси — Рензо Грейси (Renzo Gracie).
Во время боя Рензо оказался на спине, предлагая Олегу занять защитную позицию «гард». Пытаясь захватить ногу для проведения болевого приёма, Тактаров пропустил удар ею в голову и свалился с ног. Рензо тут же нанёс сокрушительный удар кулаком в лицо Олегу. Рефери остановил бой, зафиксировав нокаут.
Олег Тактаров принял участие в первом шоу «Pride Fighting Championships», состоявшемся 11 октября 1997 года. Он встретился с канадским ветераном UFC Гари Гудриджем. Бой шёл с преимуществом Тактарова, но в один момент Гудридж нанёс ужасающий правый хук по голове Олега, в результате чего Тактаров попал в тяжёлый нокаут. Годы спустя, Тактаров, вспоминая о поражении, отмечал явную зависимость Гудриджа от анаболических стероидов. По утверждению Олега, в тот момент Гудридж находился на пике стероидного цикла.
После проведённого в 2001 году поединка Олег не участвовал в профессиональных боях вплоть до 2007 года, когда он объявил о своём желании вернуться и принял участие в турнире «BodogFIGHT: USA vs. Russia». На нём он победил американца Джона Марша (John Marsh) рычагом колена во втором раунде.
В 2008 году на турнире под эгидой «YAMMA Pit Fighting» состоялся последний бой Олега, проведённый против американца Марка Керра (Mark Kerr), который Тактаров выиграл рычагом колена.
26 марта 2012 года Олег Тактаров вместе с группой единомышленников (Ришатом Саяповым, Сергеем Шостаковым и Олегом Рожкевичем) основал и возглавлял (со дня основания до 10 июня 2016 года) Общероссийскую физкультурно-спортивную общественную организацию «Федерация смешанных боевых искусств России» (ОФСОО «Федерация СБИ России»).

#### Статистика в профессиональном ММА
| Боёв 24  | Побед 17 | Поражений 5 |
| -------- | -------- | ----------- |
| Нокаутом | 2        | 3           |
| Сдачей   | 14       | 0           |
| Решением | 1        | 2           |
| Ничьи    | 2        | 2           |

| Результат | Рекорд | Соперник        | Способ                                         | Турнир                             | Дата             | Раунд | Время | Место                           | Примечание          |
| --------- | ------ | --------------- | ---------------------------------------------- | ---------------------------------- | ---------------- | ----- | ----- | ------------------------------- | ------------------- |
| Победа    | 17-5-2 | Марк Керр       | Болевой приём (рычаг колена)                   | YAMMA — Pit Fighting 1             | 11 апреля 2008   | 1     | 1:55  | Атлантик-Сити, Нью-Джерси, США  |                     |
| Победа    | 16-5-2 | Джон Марш       | Болевой приём (рычаг колена)                   | Bodog Fight — USA vs. Russia       | 30 ноября 2007   | 2     | 0:33  | Москва, Россия                  |                     |
| Победа    | 15-5-2 | Аарон Салинас   | Болевой приём (рычаг локтя)                    | Total Kombat                       | 13 мая 2001      | 1     | 1:24  | Мак-Аллен, Техас, США           |                     |
| Победа    | 14-5-2 | Моти Хоренштайн | Болевой приём (рычаг колена)                   | National Freesparring              | 21 февраля 1998  | 1     | 3:24  | Алматы, Казахстан               |                     |
| Победа    | 13-5-2 | Мик Тирни       | Болевой приём (рычаг колена)                   | National Freesparring              | 21 февраля 1998  | 1     | 3:58  | Алматы, Казахстан               |                     |
| Поражение | 12-5-2 | Гари Гудридж    | Нокаут (удар)                                  | PRIDE 1                            | 11 октября 1997  | 1     | 4:57  | Токио, Япония                   |                     |
| Победа    | 12-4-2 | Шон Альварес    | Нокаут (удары)                                 | Pentagon Combat                    | 27 сентября 1997 | 1     | 0:52  | Бразилия                        |                     |
| Победа    | 11-4-2 | Чак Ким         | Удушающий приём (гильотина)                    | World Fighting Federation          | 24 февраля 1997  | 1     | 0:22  | Бирмингем, Алабама, США         |                     |
| Поражение | 10-4-2 | Ренцо Грейси    | Нокаут (удар ногой в голову из положения лёжа) | Martial Arts Reality Superfighting | 22 ноября 1996   | 1     | 1:02  | Бирмингем, Алабама, США         |                     |
| Ничья     | 10-3-2 | Марко Руас      | Ничья                                          | World Vale Tudo Championship 2     | 10 ноября 1996   | 1     | 31:12 | Бразилия                        |                     |
| Победа    | 10-3-1 | Джо Чарльз      | Болевой приём (рычаг колена)                   | World Vale Tudo Championship 1     | 14 августа 1996  | 1     | 4:42  | Токио, Япония                   |                     |
| Поражение | 9-3-1  | Рюши Янагишава  | Раздельное решение                             | Pancrase — Truth 5                 | 16 мая 1996      | 1     | 15:00 | Токио, Япония                   |                     |
| Победа    | 9-2-1  | Марко Руас      | Единогласное решение                           | Ultimate Ultimate 1995             | 16 декабря 1995  | 1     | 18:00 | Денвер, Колорадо, США           |                     |
| Поражение | 8-2-1  | Дэн Северн      | Единогласное решение                           | Ultimate Ultimate 1995             | 16 декабря 1995  | 1     | 30:00 | Денвер, Колорадо, США           |                     |
| Победа    | 8-1-1  | Дэйв Бенето     | Болевой приём (скручивание пятки)              | Ultimate Ultimate 1995             | 16 декабря 1995  | 1     | 1:15  | Денвер, Колорадо, США           |                     |
| Ничья     | 7-1-1  | Кен Шемрок      | Ничья                                          | UFC 7 - The Brawl in Buffalo       | 8 сентября 1995  | 1     | 33:00 | Буффало, Нью-Йорк, США          |                     |
| Победа    | 7-1    | Дэвид Эбботт    | Удушающий приём (сзади)                        | UFC 6 - Clash of the Titans        | 14 июля 1995     | 1     | 17:45 | Каспер, Вайоминг, США           | Финал UFC 6         |
| Победа    | 5-1    | Энтони Масиас   | Удушающий приём (гильотина)                    | UFC 6 - Clash of the Titans        | 14 июля 1995     | 1     | 0:09  | Каспер, Вайоминг, США           | Полуфинал UFC 6     |
| Победа    | 6-1    | Дэйв Бенето     | Удушающий приём (фронтальный)                  | UFC 6 - Clash of the Titans        | 14 июля 1995     | 1     | 0:57  | Каспер, Вайоминг, США           | Четвертьфинал UFC 6 |
| Поражение | 4-1    | Дэн Северн      | Технический нокаут (рассечение)                | UFC 5 — The Return of the Beast    | 7 апреля 1995    | 1     | 4:21  | Шарлотт, Северная Каролина, США | Полуфинал UFC 5     |
| Победа    | 4-0    | Эрни Вердисия   | Удушающий приём                                | UFC 5 — The Return of the Beast    | 7 апреля 1995    | 1     | 2:23  | Шарлотт, Северная Каролина, США | Четвертьфинал UFC 5 |
| Победа    | 3-0    | Максим Кузин    | Удушающий приём                                | White Dragon — Day Three           | 23 октября 1993  | 1     | 1:11  | Рига, Латвия                    |                     |
| Победа    | 2-0    | Васкас Хилма    | Удушающий приём                                | White Dragon — Day Two             | 22 октября 1993  | 1     | 0:24  | Рига, Латвия                    |                     |
| Победа    | 1-0    | Артур Альмаев   | Технический нокаут (остановка углом)           | White Dragon — Day Two             | 22 октября 1993  | 1     | 4:25  | Рига, Латвия                    | Дебют в ММА         |

#### Спортивный комментатор
В 2007 году Олег Тактаров попробовал себя в роли спортивного комментатора на событии «M-1 — Russia vs. Europe», проведённом российской компанией «M-1 Global». Однако, судя по отзывам зрителей, этот дебют Олега оказался неудачным: его раскритиковали за слишком пространные комментарии, мало относящиеся к самому поединку.

### Актёрская карьера
Олег Тактаров с детства мечтал стать актёром и сниматься в голливудском кино. Для осуществления своей мечты в 1994 году, без гринкарты и знания английского языка, он отправился в США. Но для того чтобы стать актёром, нужны были либо деньги, либо широкая известность. С целью заработать деньги Олег решил выступать на различных соревнованиях по единоборствам. Благодаря своим выступлениям на турнире «Ultimate Fighting Championship (UFC)» Тактаров стал знаменит как боец по всей Америке, особенно став чемпионом шестого турнира UFC в 1995 году. Известность помогла ему начать свою кинокарьеру.
Среди актёрских работ Тактарова — роли в фильмах: «Самолёт президента» (1997, США), «15 минут славы» (2001, США), «Роллербол» (2002, США), «44 Minutes: The North Hollywood Shoot-Out» (2003, США), Плохие парни 2 (2003, США), «Хозяева ночи» (2007, США), «Хищники» (2010, США). Также он снимался в телесериалах «Шпионка» (2003, США), «Охота на изюбря» (2005, Россия), «Морская полиция: Спецотдел» (2008, США), «Уходящая натура» (2013, Россия).
В 2017 году Олег Тактаров, по собственным словам, ответил отказом на предложение Голливуда сыграть в кино русского военнослужащего-карателя, возглавляющего группу пророссийских сепаратистов, убивающих людей на территории Донбасса. Тактаров мотивировал свой отказ низким с моральной точки зрения качеством идеи подобного кино.

### Работа на телевидении
10 июня 2007 года Олег «Русский медведь» Тактаров принял участие в финальном боксёрском телешоу «Король ринга» на российском «Первом канале», проходившем в «Лужниках» (Москва). Его участие заключалось в проведении «специального боя» против Дольфа Лундгрена (вне рамок основного турнира) в подарок зрителям финала «Короля ринга». Боксёрский «супербой» проходил по тем же правилам, что и поединки участников финала телешоу: пять раундов по полторы минуты с двухминутными перерывами между ними. Бой по очкам выиграл Тактаров.
В 2009 году Тактаров выступил организатором съёмок российского реалити-шоу «Мужские игры». Девиз программы — «Всем под силу быть чемпионом». Съёмки строились вокруг группы людей (среди которых также были 2 женщины), каждый из которых ранее когда-то занимался боевыми искусствами, но потом прекратил. На момент проведения съёмок они испытывали жизненные трудности, однако ежедневные тренировки, по замыслу организаторов, позволили бы им обрести уверенность в себе и измениться к лучшему. В финале участники должны были отправиться в Лас-Вегас и принять участие в настоящем турнире по смешанным единоборствам. Шоу планировалось показать на российских телеканалах, но на момент интервью (2009 год) договорённости не было ни с одним из них. В итоге в России проект был запущен 21 мая 2009 года на интернет-канале «PostTV».
C 9 октября 2011 года по 22 января 2012 года Олег Тактаров вместе с певицей Верой Брежневой был одним из ведущих военно-патриотического телевизионного шоу «Специальное задание» на российском «Первом канале», где им были отведены роли «специальных агентов», ведущих в проекте свою игру и обладающих огромной властью над судьбами армейских новобранцев. Задача «специальных агентов» заключалась в оказании постоянного психологического воздействия на новобранцев посредством подписания с некоторыми из них индивидуальных контрактов на выполнение того или иного «теневого» задания.

### Общественная деятельность
В 2011 году Олег Тактаров решил вернуться в Нижегородскую область, в родной город Саров, и заняться общественной деятельностью. В октябре 2011 года он был назначен на должность советника по вопросам спорта главы администрации Нижнего Новгорода Олега Кондрашова.

### Личная жизнь
Первая жена — Милена, с которой Тактаров прожил пять лет. От первого брака у Олега есть сын Сергей.
Вторая жена — Кэтлин, американка, работала начальником тюрьмы строгого режима. Олег и Кэтлин познакомились после одного из его немногочисленных поражений на ринге. Она оказала бойцу поддержку и помогла выйти из психологического кризиса, после чего они стали встречаться. Есть сын Китон. Олег и Кэтлин расстались из-за несовместимости характеров.
Третья жена — Мария, россиянка. От третьего брака у Тактарова есть сын Никита.

## Творчество

### Фильмография
| Год       | Фильм                                                                     | Роль                                                                         |
| --------- | ------------------------------------------------------------------------- | ---------------------------------------------------------------------------- |
| 1997      | Абсолютная сила (США)                                                     | Борис Чехнев, агент                                                          |
| 1997      | Военно-юридическая служба (Военные следователи) (США)                     | русский офицер                                                               |
| 1997      | Самолёт президента (США)                                                  | тюремщик                                                                     |
| 1999      | Срочное погружение 2 (США)                                                | Дмитрий, инженер                                                             |
| 2001      | 15 минут славы (США)                                                      | Олег Разгул                                                                  |
| 2001      | Любовные похождения моего друга                                           | Борис                                                                        |
| 2001      | Давай сделаем это по-быстрому (Германия, Франция, Великобритания, Россия) | Борис                                                                        |
| 2002      | Красный змей (Россия, Германия)                                           | Сергей Попов, бывший агент КГБ                                               |
| 2002      | Роллербол (США, Германия, Япония)                                         | Олег Денекин                                                                 |
| 2003      | Плохие парни 2 (США)                                                      | Иосиф Каминцевич                                                             |
| 2003      | 44 минуты: Бойня в северном Голливуде (США)                               | Эмиль Матасареану                                                            |
| 2003      | Шпионка (США)                                                             | Гордей Волков                                                                |
| 2004      | Грехи отцов                                                               | Джером Томпсон                                                               |
| 2004      | Сокровище нации (США)                                                     | Виктор Шиппен                                                                |
| 2005      | Зови меня Джинн                                                           | «Уфа»                                                                        |
| 2005      | Мужской сезон: Бархатная революция (Россия, Чехия)                        | Тагилов («Скала»)                                                            |
| 2005      | Охота на изюбря                                                           | Виктор Семёнович Свинягин («КамАЗ»), бригадир Долголаптевской ОПГ            |
| 2006      | Сдвиг (Россия, Казахстан)                                                 | Фетисов                                                                      |
| 2006      | Полиция Майами. Отдел нравов (США)                                        | русский охранник                                                             |
| 2007      | Ближний бой (США, Казахстан)                                              | Олег, тренер                                                                 |
| 2007      | Хозяева ночи (США)                                                        | Павел Любарский                                                              |
| 2007      | Подстава (США, Германия)                                                  | Олег                                                                         |
| 2007      | Афганец                                                                   | Иван, советский воин-интернационалист, участник войны в Афганистане          |
| 2007      | Секунда до…                                                               | Олег, тренер                                                                 |
| 2007      | На пути к сердцу                                                          | спортсмен                                                                    |
| 2007      | Человек без пистолета (фильм № 3 «Погоня за незнакомкой»)                 | «Коренастый»                                                                 |
| 2007      | Солдаты 13                                                                | Борис Борисович Мафонин, майор                                               |
| 2008      | Монтана                                                                   | Николай Уманский                                                             |
| 2008      | Морская полиция: Спецотдел (США)                                          | Виго Дратьнев                                                                |
| 2008      | Право на убийство (США)                                                   | Евгений Мугалат                                                              |
| 2008      | Мальтийский крест                                                         | Виктор Павлович, коллекционер                                                |
| 2009      | Путь                                                                      | Дилов, полковник                                                             |
| 2009      | Тайна Чингис Хаана (Россия, Монголия, США)                                | Кучулук хан                                                                  |
| 2009      | Хранитель                                                                 | Егор Лозовой                                                                 |
| 2009      | Цель                                                                      |                                                                              |
| 2010      | Хищники (США)                                                             | Николай Саров, российский военный из специального отряда «Альфа»             |
| 2010      | Поединки (фильм № 3 «Испытание смертью»)                                  | Алексей Михайлович Козлов, советский разведчик                               |
| 2011      | Generation П                                                              | Вовчик «Малой»                                                               |
| 2011      | Побег в небо. Девятаев                                                    | Михаил Девятаев, заключённый немецкого концлагеря, бывший лётчик-истребитель |
| 2011      | Лето волков                                                               | Клымарь                                                                      |
| 2012      | Опережая выстрел                                                          | Николай Иванович Клёнов («Иваныч»), командир СОБРа                           |
| 2012      | Билет на Vegas (Россия, США)                                              | Борис, русский мафиози из Лас-Вегаса                                         |
| 2013      | Курьер из «Рая»                                                           | Даниил Сергеевич Демидов, криминальный бизнесмен                             |
| 2013      | Офицер ранен                                                              | Олег Емельяненко                                                             |
| 2013      | Бывшая жена                                                               | Виктор Михайлович Лукин, старший судебный пристав, подполковник              |
| 2014      | Вий 3D (Украина, Чехия, Россия)                                           | Грицко                                                                       |
| 2014—2016 | На глубине                                                                | Виктор («Монгол»)                                                            |
| 2015      | Картина маслом                                                            | профессор                                                                    |
| 2016      | Уходящая натура                                                           | Виктор, муж Екатерины                                                        |
| 2016      | Временно недоступен                                                       | Николай Николаевич Деризубов, бандит                                         |
| 2016      | Шелест                                                                    | Евгений Георгиевич Большой («Большой»), «криминальный авторитет»             |
| 2017      | Молодой                                                                   | Роман Сергеевич Карякин, охранник, друг Белозерцева                          |
| 2017      | Мёртв на 99 %                                                             | Хромов, полковник ФСБ                                                        |
| 2018      | Загнанный                                                                 | Григорий Романов                                                             |
| 2018      | Охота на воров (США)                                                      | Алекс, водитель мусоровоза                                                   |
| 2018      | Осечка (США)                                                              | лейтенант Мартынов                                                           |
| 2018      | Последнее испытание                                                       | переговорщик с террористами                                                  |
| 2018      | Скорая помощь                                                             | Тактаров                                                                     |
| 2018      | Остров обречённых                                                         | Степан Александрович Прохин, участковый уполномоченный полиции в Охотинске   |
| 2018      | Качели (Беларусь)                                                         | Алексей (Батя), тренер по карате, бывший омоновец                            |
| 2019      | Отчаянные                                                                 | Харон                                                                        |
| 2019      | До скорой встречи / англ. See You Soon                                    | Руслан                                                                       |
| 2020      | Уцелевшие                                                                 | Главарь банды                                                                |
| 2021      | Конёк-Горбунок                                                            | Воевода                                                                      |
| 2021      | Магистраль                                                                | Сан Саныч Вышенков                                                           |
| 2021      | Не Иван, или как приручить Богатыря                                       | Онар                                                                         |
| 2021      | Ле.Ген.Да                                                                 | камео                                                                        |
| 2022      | Человек из Торонто                                                        | человек из Москвы                                                            |
| 2022      | 1992 (фильм)                                                              | Титус                                                                        |
| 2022      | «Легенды советской разведки: Алексей Козлов. В погоне за атомной бомбой»  | Алексей Михайлович Козлов                                                    |
| 2022      | Дурдом                                                                    | Папик содержанки Анфисы                                                      |
| 2023      | Узбечка (фильм)                                                           | Новгородов                                                                   |
| 2023      | Квест (фильм)                                                             | Лесник                                                                       |
| 2024      | Папу маме заверни (фильм)                                                 | Продюсер                                                                     |
| 2025      | Марийские сказки (фильм)                                                  | Онар                                                                         |

Олег Тактаров является продюсером телесериала «Хранитель», вышедшего в 2009 году, а также режиссёром фильма «Картина маслом», вышедшего в 2015 году.

## Документальные фильмы
- 2008 — Голливуд. Русская дорожка

## Озвучивание компьютерных игр
| Год  | Игра                                  | Роль                                          | Примечания                         |
| ---- | ------------------------------------- | --------------------------------------------- | ---------------------------------- |
| 2009 | 50 Cent: Blood on the Sand            |                                               | В титрах указан как Олег Тактаров. |
| 2010 | Call of Duty: Black Ops               | Лев Кравченко, полковник, подручный Драговича |                                    |
| 2011 | Battlefield 3                         | Дмитрий Маяковский                            | Он же подарил персонажу внешность. |
| 2012 | Resident Evil: Operation Raccoon City | Николай Зиновьев                              |                                    |